# Isusova kušnja
Isusova kušnja u pustinji događaj je iz Isusova života opisan u Novom zavjetu.
Nakon krštenja na rijeci Jordan, Isus se povukao u osamu u pustinju u blizini grada Jerihona. U pustinju se pripremao za javno djelovanje. Tamo je proveo 40 dana. Taj broj ima simboličko značenje. Mojsije je postio 40 dana na gori Horeb prije nego što je išao po ploče s Deset Božjih zapovijedi. Prorok Ilija putovao je 40 dana po pustinji. Isus je 40 dana nakon uskrsnuća ostao na Zemlji do uzašašća.
Isus je u pustinji molio i postio, da učini pokoru zbog ljudskih grijeha. Nije ništa jeo 40 dana i noći. U pustinji Isusu je pristupio Sotona i iskušavao ga tri puta. Prvo mu je rekao: "Ako si Sin Božji, reci da ovo kamenje postane kruhom (Mt 4,3)". Da je Isus poslušao iskoristio bi svoju božansku moć za svoje osobne potrebe. Isus nije činio čudesa za sebe, nego radi višega cilja ljudima na korist. Da je Isus pretvorio kamenje u kruh, završio bi gladovanje, koje je činio po Božjoj volji. Duh Sveti doveo ga je u pustinju. Isus je pokazao pouzdanje u Boga, što je Sotona iskoristio za drugu kušnju. 
Sotona je uzeo Isusa, uz Isusovo dopušteje i prenio ga u grad Jeruzalem visoko na vrh Hrama. Potom je izrekao drugu kušnju: "Ako si Sin Božji, baci se dolje! Ta pisano je: Anđelima će svojim zapovjediti za tebe i na rukama će te nositi da se gdje nogom ne spotakneš o kamen (Mt 4,5)." Sotona je uzeo riječi iz psalma, ali je promijenio značenje, jer prvotni smisao nije bio, da čovjek lakomisleno izlaže svoj život opasnosti. Da je Isus poslušao Sotonu bio bi ohol, stoga je odbio riječima: "Pisano je također: Ne iskušavaj Gospodina, Boga svojega (Mt 4,7)". Da je Isus skočio s vrha Hrama u Jeruzalemu, Židovi bi možda pomislili da je pao s neba i oduševljeno bi ga pozdravili kao obećanog Mesiju, što bi poremetilo Božji plan spasenja, koji se sastoji od Isusove smrti za otkupljenje ljudi od grijeha.
Sotona još nije odustao pa Isusovu predstavlja treću kušnju. Ponovno je uzeo Isusa i pokazao mu sva kraljevstva svijeta i svu slavu njihovu i rekao Isusu: "Sve ću ti to dati, ako mi se ničice pokloniš (Mt 4,9)". Sotona se pravio, da ima vlast nad svim kraljevstvima svijeta. Nudio je Isusu vlast bez ikakve muke. Isus je to odbio, jer bi to značilo odbaciti Božji plan i podići vražje umjesto Božjeg kraljevstva. Isus uzvrati: "Odlazi, Sotono! Ta pisano je: Gospodinu, Bogu svom se klanjaj i njemu jedinom služi! (Mt 4,10)". Tada je Sotona otišao i nije više napastvovao Isusa do Isusove muke na Maslinskoj gori. Nakon što je Sotona otišao, anđeli su pristupili Isusu.
Napasti kojima je Sotona iskušavao Isusa bile su požuda tijela, oholost i pohlepa. Požuda tijela je ugađanje svome tijelu, protiv Božje volje. Oholost je želja, da se čovjek uzdigne iznad drugih ljudi. Pohlepa je prevelika težnja za materijalnim bogatstvima. Isus je želio iskusiti zla, koja su iskušenja i za ljude. Svojim ponašanjem, dao je primjer ljudima, što da čine u takvim situacijama. Isusova kušnja je u sklopu spasenja ljudi.